# Adolph Wold
Adolph Marius Wold (* 30. September 1892 in Kristiania; † 5. Februar 1976 in Oslo) war ein norwegischer Fußballspieler.

## Karriere

### Verein
Wold spielte von 1909 bis zu seinem Karriereende 1928 für IF Ready aus dem Osloer Stadtteil Vestre Aker.

### Nationalmannschaft
Zwischen 1912 und 1928 bestritt er 26 Länderspiele für die norwegische Nationalmannschaft, in denen er drei Tore erzielte. Am 16. Juni 1918 stand er in der Mannschaft, der beim 3:1-Sieg gegen Dänemark der erste Sieg Norwegens in einem offiziellen Länderspiel gelang.
Beim olympischen Fußballturnier 1920 in Antwerpen stand er im norwegischen Aufgebot und kam in den Partien gegen Großbritannien (3:1) sowie die Tschechoslowakei (0:4) zum Einsatz.